# Апостолос Ніколаїдіс (стадіон)
Стадіон Апостолоса Ніколаїдіса (грец. Στάδιο Απόστολος Νικολαΐδης), або Стадіон Леофорос Александрас — домашній стадіон футбольного клубу «Панатінаїкос». Стадіон названий на честь грецького футболіста і президента клубу Апостолоса Ніколаїдіса. Стадіон розташований в районі Афін Абелокіпі, на схід від Лікавіта, на проспекті Александраса, через це відоміший як Леофорос Александрас. На проспекті Александраса окрім футбольного стадіону також знаходяться баскетбольний майданчик, тенісний корт, плавальний басейн, боксерський ринг та інші спортивні приміщення.
2001 року спортивний комплекс Апостолоса Ніколаїдіса був повністю реконструйований.